# أدريان كوش
أدريان كوش (بالإنجليزية: Adrienne Koch)‏ هي مؤرخة أمريكية، ولدت في 1913 في نيويورك في الولايات المتحدة، وتوفي بنفس المكان في 21 أغسطس 1971.